# Thomas Howard, III conte di Effingham
Thomas Howard (13 gennaio 1746 – 19 novembre 1791) è stato un nobile e politico britannico. Ebbe il titolo di cortesia di Lord Howard fino al 1763.

## Biografia
Era figlio di Thomas Howard, II conte di Effingham e Elizabeth Beckford.
Fermamente contrario alla guerra intrapresa dalla Gran Bretagna contro le colonie americane, passò alla storia per essersi dimesso in segno di protesta. 
Questo atto venne commemorato dai coloni americani dando il nome di Howard ad una galea nel 1775 e ad una fregata, la USS Effingham (1777) nel 1777. Inoltre due contee americane vennero chiamate Contea di Effingham (Georgia) e Contea di Effingham (Illinois).
Durante la Rivoluzione americana il conte non prese le parti né dei patrioti né degli inglesi rimanendo neutrale. Disapprovava l'azione di entrambi gli schieramenti criticando, da una parte, la scelta del governo inglese di imporre le tasse senza che gli americani avessero rappresentanti in parlamento; dall'altra, lo scoppio della rivolta da parte dei coloni. Ciò che auspicava Howard era la pace in quanto riteneva che un conflitto avrebbe avuto un impatto negativo per entrambe le parti.
Pur avanzando tali critiche, Howard fu un devoto cittadino britannico fedele al re a alla propria patria, pronto a correre in soccorso della Gran Bretagna in caso di attacco. Rientrò infatti nell'esercito e fu promosso tenente colonnello nel 1782 durante la guerra Anglo-Spagnola (1796–1808), quando i Francesi (alleati degli Spagnoli) minacciavano di sbarcare sull'Inghilterra.
Nel 1785, un giornale londinese riportò che era stato preso in considerazione per il ruolo di ambasciatore negli Stati Uniti, quando John Adams arrivò in Gran Bretagna a presentare le sue credenziali da parte delle ex-colonie. Tuttavia alla fine fu prescelto George Hammond come primo ambasciatore britannico in America.
Fu membro della Massoneria
Morì all'età di 45 anni mentre ricopriva l'incarico di governatore della Giamaica. Sua moglie era morta un mese prima. Non lasciò eredi ed il titolo contale passò al fratello Richard.